# Krásnovce
Krásnovce jsou obec na Slovensku. Nacházejí se v Košickém kraji, v okrese Michalovce. Obec má rozlohu 4,63 km² a leží v nadmořské výšce 110 m, v severní části Východoslovenské nížiny, na západním valu Laborce. V roce 2011 v obci žilo 618 obyvatel. 
První písemná zmínka o obci pochází z roku 1403, kdy král Zikmund daroval šlechticům ze Žbinců část panství Pozdišovce, ke kterému patřila i vesnice Krásnovce. V darovací listině je nejstarší zpráva o této vsi. V listinách z 15. a 16. století se vyskytuje pod názvem Krazna. V obci se nachází malá zvonice.